# Trichostetha barbertonensis
Trichostetha barbertonensis är en skalbaggsart som beskrevs av Holm och Wessel Marais 1988. Trichostetha barbertonensis ingår i släktet Trichostetha och familjen Cetoniidae. Inga underarter finns listade i Catalogue of Life.